# Erbuti (Dorf)
Erbuti ist ein osttimoresisches Dorf im Suco Lausi (Verwaltungsamt Aileu, Gemeinde Aileu).

## Geographie und Einrichtungen
Erbuti liegt im Norden der Aldeia Erbuti, am Südufer des Monofonihun, eines Nebenflusses des Nördlichen Laclós. Am gegenüberliegenden Ufer liegen westlich der Suco Fahiria und östlich der Suco Manucassa. In Manucassa liegen einige Häuser nah dem Grenzfluss. Südlich der Siedlung Erbuti steigt das Land auf eine Meereshöhe von über 1000 m an.
Im Dorf Erbuti befindet sich mit der Escola Basico Erbuti die einzige Grundschule des Sucos.